# Sint-Martinuskerk (Westvleteren)

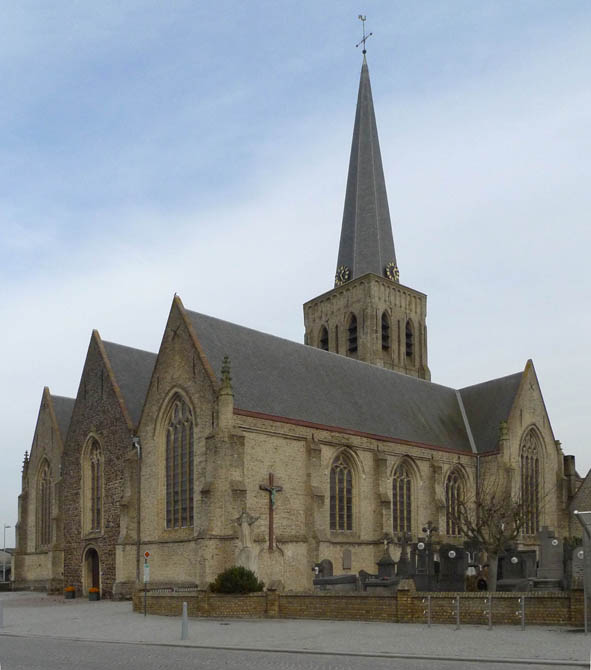
Sint-Martinuskerk in Westvleteren

De Sint-Martinuskerk is de parochiekerk van de tot de West-Vlaamse gemeente Vleteren behorende plaats Westvleteren, gelegen aan Westvleterendorp.

## Geschiedenis
In 1076 ontstonden de parochies Westvleteren en Oostvleteren. In 1197 kwam het patronaatsrecht aan de Abdij van Waten. Er werd een romaanse kerk gebouwd, waarbij ijzerzandsteen werd toegepast. Delen daarvan zijn terug te vinden in de latere, laatgotische, constructie. In de eerste helft van de 18e eeuw werd de kerk gedeeltelijk herbouwd.

## Gebouw
Het betreft een driebeukige hallenkerk met transept en vieringtoren. De kerk is uitgevoerd in gele baksteen, met rode baksteen verwerkt in het huismerk. De toren heeft een vierkante plattegrond en een hoge naaldspits.

## Interieur
Van omstreeks 1700 is een geschilderd paneel, voorstellende: Jezus ontmoet Veronica. Uit de tweede helft van de 16e eeuw is de Bisschopswijding van de Heilige Martinus van Tours, waarschijnlijk het middenpaneel van een drieluik en afkomstig van een ouder altaar. De kruiswegstaties zijn 17e-eeuws.
Van omstreeks 1650 is een albasten beeld van de Heilige Rochus. In de noordelijke transeptarm is een portiekaltaar van eind 16e eeuw, gewijd aan de Heilige Barbara. In het noorderkoor is eveneens een portiekaltaar van 1634, gewijd aan de Heilige Familie.
Twee eiken biechtstoelen zijn uit de tweede helft van de 18e eeuw. De communiebank, met 22 houtgesneden panelen, is 18e-eeuws. De preekstoel is van de eerste helft van de 18e eeuw. Het hoofdaltaar is neogotisch (1880). De kerk bezit verder twee 17e-eeuwse grafmonumenten.